# John Colshull (MP)
John Colshull (falecido em 1413), de Friday Street, Londres, foi um membro do Parlamento inglês da Cornualha em 1391, 1394, janeiro de 1397 e 1399. Ele também foi conselheiro comum em Vintry, duas vezes xerife da Cornualha, juiz de paz na Cornualha, administrador das propriedades do ducado na Cornualha e vice-mordomo em Londres e Sandwich. Ele era pai de John, que morreu em 1418.